# Mr. Bojangles/I Will Talk and Hollywood Will Listen
"Mr. Bojangles/I Will Talk And Hollywood Will Listen" son canciones versionadas por el cantante de pop británico Robbie Williams, lanzada como un doble Lado A exclusivamente en Europa Central y Oriental a principios de 2002.
El sencillo no logró entrar en los cuarenta superiores en cualquier país, pero las canciones, especialmente "Mr. Bojangles", se convirtieron en éxitos sustanciales de radio de toda Europa en 2002.

## Formatos y listados de la pista
Estos son los formatos y los listados de la pista de los principales sencillos de "Mr. Bojangles/I Will Talk And Hollywood Will Listen".
CD Maxi Europea

(Publicado el 11 de marzo de 2002)
1. "Mr. Bojangles" - 3:15
2. "I Will Talk And Hollywood Will Listen" - 3:17
3. "The Lady Is A Tramp" - 2:55